# گمینا گووشتسا
گمینا گووشتسا (به لهستانی:  Gmina Głuszyca) یک گمینا در لهستان است که در شهرستان واوبژخ واقع شده‌است. گمینا گووشتسا ۶۱٫۹۲ کیلومتر مربع مساحت و ۹٬۳۱۸ نفر جمعیت دارد.